# WarnerMedia
WarnerMedia foi uma multinacional de mídia de massa americana e entretenimento, sediava no complexo 30 Hudson Yards em Nova Iorque, Estados Unidos.
Possuía também diversas subsidiárias, como New Line Cinema, HBO, Turner Broadcasting System, The CW, Warner Bros., The CW4Kids, Cartoon Network, Boomerang, Adult Swim, CNN, DC Comics, Warner Bros. Interactive Entertainment, Castle Rock Entertainment, Picturehouse, Warner Premiere, TNT e TNT Sports.
A empresa americana de telecomunicações AT&T anunciou que estava negociando a compra da Time Warner por 85 bilhões (85 mil milhões na numeração longa, usada em Portugal) de dólares. O negócio foi anunciado em 22 de outubro de 2016, mas dependia de autorizações do governo. Em 12 de junho de 2018, a aquisição foi completada e a TimeWarner foi renomeada para WarnerMedia. Em maio de 2021 a AT&T anunciou havia chegado a um acordo com a Discovery inc. para desmembrar a WarnerMedia e em seguida fundi-la a Discovery criando assim uma nova empresa independente com ações na bolsa. O novo conglomerado de mídia se chama Warner Bros. Discovery e tem 71% das ações detidas pelos acionistas da AT&T e os outros 29% pelos acionistas da Discovery.

## História

### 1976
Em 1972, a Kinney National Company se rebatizou para Warner Communications Inc.. Ela era a controladora de empresas que pertenceram aos irmãos Warner, Warner Bros. Pictures e Warner Music Group através da década de 1970 e 1980. Ela também possuía a DC Comics e a Mad Magazine, assim como uma participação majoritária no Garden State National Bank (um investimento que foi obrigado a vender, devido a complicações com a justiça americana. Em 1976, Nolan Bushnell vendeu sua empresa Atari para a Warner Communications por um valor estimado entre $ 28 e 32 milhões de dólares. A Warner conseguiu muitos lucros (e mais tarde prejuízos) com a Atari, que ficou nas mãos da empresa entre 1976 e 1984. Enquanto fazia parte da Warner, a Atari conseguiu grandes sucessos, vendendo milhões de Atari 2600 e computadores. No seu auge, a Atari foi responsável por um terço do rendimento anual da Warner, e foi a empresa que mais cresceu durante aquele período nos EUA.
Em 1975, a Warner se expandiu sob a direção de Steve Ross, CEO da empresa, e formou uma parceria com a American Express, batizada de Warner-Amex Satellite Entertainment, que detinha canais de TV como a MTV (lançada em 1981), Nickelodeon (lançado em 1979) e The Movie Channel. A Warner comprou metade da American Express em 1984, e vendeu a parceria um ano depois para Viacom, que renomeou o negócio para MTV Networks.

### 1985
Em 1980 a Warner comprou a Franklin Mint por cerca de US$ 225 milhões. A parceria durou pouco e a Warner vendeu a Franklin Mint em 1985 para a American Protection Industries Inc. (API) por cerca de US$ 167,5 milhões.
Em fevereiro de 1983, a Warner voltou seus interesses para o baseball. Sob a direção de Ceasar P. Kimmel, executivo e vice-presidente, ela comprou 48 por cento do Pittsburgh Pirates por US$ 10 milhões. A empresa colocou as participações a venda em novembro de 1984, após um prejuízo de US$ 6 milhões. Em 1984, com o crash dos videogames de 1983, a Warner vendeu a divisão de consumo da Atari para Jack Tramiel. Ele manteve a divisão da empresa e a rebatizou de Atari Games. Eles venderam a Atari Games para a Namco em 1985, e a recomprou em 1994, a renomeando para Time-Warner Interactive até a sua venda para a Midway Games em 1996. Após um longo processo de negociação, a Warner Communications anunciou em 11 de maio de 1988 que eles estavam adquirindo a Lorimar-Telepictures; o negócio foi finalmente fechado em 12 de janeiro do ano seguinte. A fusão da Time Inc. e Warner Communications foi anunciada em 4 de março de 1989. No verão daquele mesmo ano, a Paramount Communications (até então Gulf+Western) lançou uma contra-oferta de US$ 12,2 bilhões para comprar a Time, numa tentativa que barrar a fusão com a Warner Communications. Isso fez a Time aumentar o valor para Warner em US$ 14,9 Bilhões em dinheiro e ações. A Paramount respondeu com um processo na justiça em um tribunal de Delaware contra a fusão Time/Warner. A corte decidiu por duas vezes em favor da Time, fazendo a Paramount perdeu tanto na aquisição da Time quanto do processo judicial. A fusão da Warner e da Time foi completada em 1 de janeiro de 1990.

### 1990
No começo da década de 1990, as duas companhias foram batizadas de Time Warner. A empresa em seguida adquiriu a Turner Broadcasting System em outubro de 1996. Isso não apenas representou a volta da empresa aos negócios da TV aberta, como também a Warner Bros. readquiriu os direitos de seus filmes produzidos antes de 1950, que haviam sido comprados pela Turner (Os filmes tecnicamente ainda são pertencentes a Turner, mas a WB é responsável pela sua distribuição e venda). Time Warner também adquiriu os parques temáticos Six Flags durante os anos noventa. Ela vendeu todos os parques e suas propriedades para o Premier Parks baseado em Oklahoma em 1 de abril de 1998.

### 2000
Em 2000 outra fusão foi feita, desta vez cheia de controvérsia. A Time Warner fez sua fusão com a America Online, o maior provedor de Internet do mundo. Porém, muita oposição foi enfrentada principalmente na questão de monopólio e questões de valores. Muitos analistas estavam apreensivos diante do fato que a AOL, uma empresa que naquela época tinha menos de 15 anos, comprar uma tradicional empresa norte-americana.
Em 2002, o segmento da AOL foi considerado o mais fraco da empresa e em 17 de setembro de 2003, a AOL Time Warner anunciou que iria mudar seu nome de volta para somente Time Warner, e o seu símbolo na Bolsa de Valores de Nova Iorque passaria de AOL para TWX, que já era usado antes da fusão.
Em 2005, a Time Warner estava entre 53 entidades que contribuíram para o máximo de US$ 250 000 para a segunda posse do presidente George W. Bush. Em 27 de dezembro, 2007 recém-instalado CEO da Time Warner Jeffrey Bewkes discutiu possíveis planos de separar a Time Warner Cable, AOL e Time Inc.. Isto deixaria uma pequena empresa composta por Turner Broadcasting System, Warner Bros e HBO. Em 28 de fevereiro de 2008, os co-presidentes e co-CEOs da New Line Cinema, Bob Shaye e Michael Lynne, anunciaram a sua demissão do estúdio de filme, em resposta à demanda Jeffrey Bewkes para tomar medidas de redução de custos no estúdio, que tinha a intenção de dissolver a Warner Bros..
Em 28 de maio de 2009, a Time Warner anunciou que iria desmembrar a AOL. A cisão ocorreu em 9 de dezembro.

#### Transações após a fusão com a AOL
- World Championship Wrestling foi vendida para a WWF Entertainment em 23 de março de 2001.
- O Atlanta Hawks, Atlanta Thrashers, e os direitos de exploração de Philips Arena foram vendidos em meados de 2003.
- A participação de 50% no Comedy Central foi vendida para a Viacom.
- Warner Music Group foi vendido para um grupo de investidores liderados por Edgar Bronfman Jr., em Março de 2004.
- Time Warner anunciou que estava fechando a CNNfn canal de informação financeira e eliminação de sua participação na Google (2004).
- Em 31 de março de 2006 da Time Warner vendeu a Time Warner Book Group a editora francesa Hachette Livre, da Lagardere.
- Em 7 de fevereiro de 2006, um grupo liderado por Carl Icahn e Bruce Wasserstein apresentou uma proposta de 343 páginas a cisão da Time Warner em quatro empresas e recompras de ações, totalizando aproximadamente US$ 20 bilhões. Em 17 de fevereiro de 2006, o grupo Icahn-lead concordou com a Time Warner para não contestar a reeleição de ardósia da TW dos membros do conselho na reunião de acionistas de 2006. Em troca da cooperação para o grupo de Icahn, a Time Warner irá comprar até US$ 20 bilhões de ações, nomear mais membros independentes do conselho de administração, cortar US $ 1 bilhão em custos até 2007, e continuar as discussões com o grupo de Icahn sobre a sua proposta, especialmente sobre o futuro da Time Warner Cable.
- Em 23 de fevereiro de 2006, Turner South, um canal de esportes e entretenimento do sul dos EUA, foi vendida a Fox Cable Networks da News Corporation. A rede se tornou mais tarde SportSouth.
- Em 12 de setembro de 2006, a Time Inc. anunciou que Time4 Media, um grupo de revistas masculinas, incluindo Popular Science e Outdoor Life estava colocado à venda. A venda inclui 18 publicações.
- No outono de 2006, o Atlanta Braves foi vendidos para a Liberty Media
- No verão de 2008, o Reader's Digest Association vendeu a QSP para Time, subsidiária da Time Warner Inc. por US$ 110 milhões.
- Em março de 2009, a Time Warner Cable foi desmembrada através de um spin-out.

### 2010 a 2018
Em agosto de 2010, a Time Warner concordou em adquirir a Shed Media, uma produtora de televisão, por £ 100 milhões. Sua operação de distribuição, Outright Distribution, foi incorporada à Warner Bros. International Television Production. Em 26 de agosto de 2010, a Time Warner adquiriu a Chilevisión. WarnerMedia já operava no país com a CNN Chile. Em junho de 2012, a Time Warner adquiriu a Alloy Entertainment, uma editora e estúdio de televisão cujos trabalhos são voltados para meninas adolescentes e mulheres jovens. Em 6 de agosto de 2012, a Time Warner adquiriu o Bleacher Report , um site de notícias esportivas. A propriedade foi colocada sob o controle da divisão Turner Sports. Em 6 de março de 2013, a Time Warner pretendia desmembrar sua divisão de publicação Time Inc. como uma empresa separada de capital aberto. A transação foi concluída em 6 de junho de 2014.

### Propriedade da AT&T - 2018 a 2022
Em 20 de outubro de 2016, foi relatado que a AT&T estava em negociações para adquirir a Time Warner. O acordo proposto daria à AT&T participações significativas no setor de mídia. A concorrente da AT&T, a Comcast, havia adquirido anteriormente a NBCUniversal em uma oferta semelhante para aumentar suas participações de mídia, em conjunto com sua propriedade de provedores de televisão e Internet. Em 22 de outubro de 2016, a AT&T fechou um acordo para comprar a Time Warner por $ 85,4 bilhões. A fusão colocaria as propriedades da Time Warner sob o mesmo guarda-chuva das participações de telecomunicações da AT&T, incluindo a fornecedora de satélite DirecTV . O acordo enfrentou críticas pela possibilidade de a AT&T usar o conteúdo da Time Warner como alavanca para discriminar ou limitar o acesso ao conteúdo por provedores concorrentes. A fusão foi concluída em 2018 e a Time Warner se tornou subsidiaria da AT&T tendo seu nome alterado para WarnerMedia.
Em 10 de outubro de 2018, a WarnerMedia anunciou que lançaria um serviço de streaming over-the-top no final de 2019, apresentando conteúdo de suas marcas de entretenimento. Em 9 de julho de 2019, foi anunciado que o novo serviço de streaming seria conhecido como HBO Max , lançado em 27 de maio de 2020.
Em 16 de maio de 2021, foi relatado que a AT&T estava em negociações com a Discovery, Inc. - que opera principalmente canais de televisão e plataformas dedicadas a conteúdo não-ficcional e não escrito - para se fundir com a WarnerMedia, formando uma empresa de capital aberto que iria ser dividida entre seus acionistas.  A proposta de cisão e fusão foi oficialmente anunciada no dia seguinte, que deve ser estruturada como um Reverse Morris Trust . Os acionistas da AT&T receberão uma participação de 71% na empresa resultante da fusão, que deverá ser conhecida como Warner Bros. Discovery,  e liderada pelo atual CEO da Discovery, David Zaslav .
Em novembro de 2021, Discovery e WarnerMedia discutiram um plano para combinar os dois serviços de streaming, HBO Max e Discovery + , em um serviço de streaming em duas fases: uma fase inicial que permite o rápido empacotamento dos serviços e uma segunda fase que permite um comum serviço em uma plataforma de tecnologia.
Em 5 de janeiro de 2022, o The Wall Street Journal relatou que a WarnerMedia e a ViacomCBS estavam explorando uma possível venda de uma participação majoritária na CW, com o Nexstar Media Group considerado um licitante líder.
Em 8 de abril de 2022 o CEO da WarnerMedia deixa o cargo antes da fusão completa com a Discovery, Inc., dando espaço para David Zaslav até então CEO da Discovery, Inc.